# Ciudad metropolitana de Milán
La ciudad metropolitana de Milán (en italiano: Città metropolitana di Milano) es un ente local italiano perteneciente a la región de Lombardía, en el norte del país. Su capital y ciudad más poblada es Milán. Desde el 1 de enero de 2015 ha reemplazado a la provincia de Milán.
Ocupa un territorio de 1575,65 km² que limita al norte con las provincias de Varese y  Monza y Brianza; al este con la provincia de Bérgamo; al sureste con las provincias de Cremona y Lodi; al suroeste con la provincia de Pavía; y al oeste con la provincia de Novara, ubicada en la región de Piamonte.

## Demografía
Actualmente cuenta con una población de 3.196.825 habitantes, y una densidad de 2.028,89 hab/km². 

### Municipios metropolitanos
Hay en la Ciudad metropolitana 134 comuni (municipios):
| - Abbiategrasso - Albairate - Arconate - Arese - Arluno - Assago - Baranzate - Bareggio - Basiano - Basiglio - Bellinzago Lombardo - Bernate Ticino - Besate - Binasco - Boffalora sopra Ticino - Bollate - Bresso - Bubbiano - Buccinasco - Buscate - Bussero - Busto Garolfo - Calvignasco - Cambiago - Canegrate - Carpiano - Carugate - Casarile - Casorezzo - Cassano d'Adda - Cassina de' Pecchi - Cassinetta di Lugagnano - Castano Primo - Cernusco sul Naviglio - Cerro al Lambro - Cerro Maggiore - Cesano Boscone - Cesate - Cinisello Balsamo - Cisliano - Cologno Monzese - Colturano - Corbetta - Cormano - Cornaredo - Corsico - Cuggiono - Cusago - Cusano Milanino - Dairago - Dresano - Gaggiano - Garbagnate Milanese | - Gessate - Gorgonzola - Grezzago - Gudo Visconti - Inveruno - Inzago - Lacchiarella - Lainate - Legnano - Liscate - Locate di Triulzi - Magenta - Magnago - Marcallo con Casone - Masate - Mediglia - Melegnano - Melzo - Mesero - Milán (capital) - Morimondo - Motta Visconti - Nerviano - Nosate - Novate Milanese - Noviglio - Opera - Ossona - Ozzero - Paderno Dugnano - Pantigliate - Parabiago - Paullo - Pero - Peschiera Borromeo - Pessano con Bornago - Pieve Emanuele - Pioltello - Pogliano Milanese - Pozzo d'Adda - Pozzuolo Martesana - Pregnana Milanese - Rescaldina - Rho - Robecchetto con Induno - Robecco sul Naviglio - Rodano - Rosate - Rozzano - San Colombano al Lambro - San Donato Milanese - San Giorgio su Legnano - San Giuliano Milanese - San Vittore Olona - San Zenone al Lambro - Santo Stefano Ticino - Sedriano - Segrate - Senago - Sesto San Giovanni - Settala - Settimo Milanese - Solaro - Trezzano Rosa - Trezzano sul Naviglio - Trezzo sull'Adda - Tribiano - Truccazzano - Turbigo - Vanzaghello - Vanzago - Vaprio d'Adda - Vermezzo - Vernate - Vignate - Villa Cortese - Vimodrone - Vittuone - Vizzolo Predabissi - Zelo Surrigone - Zibido San Giacomo |

## Geografía

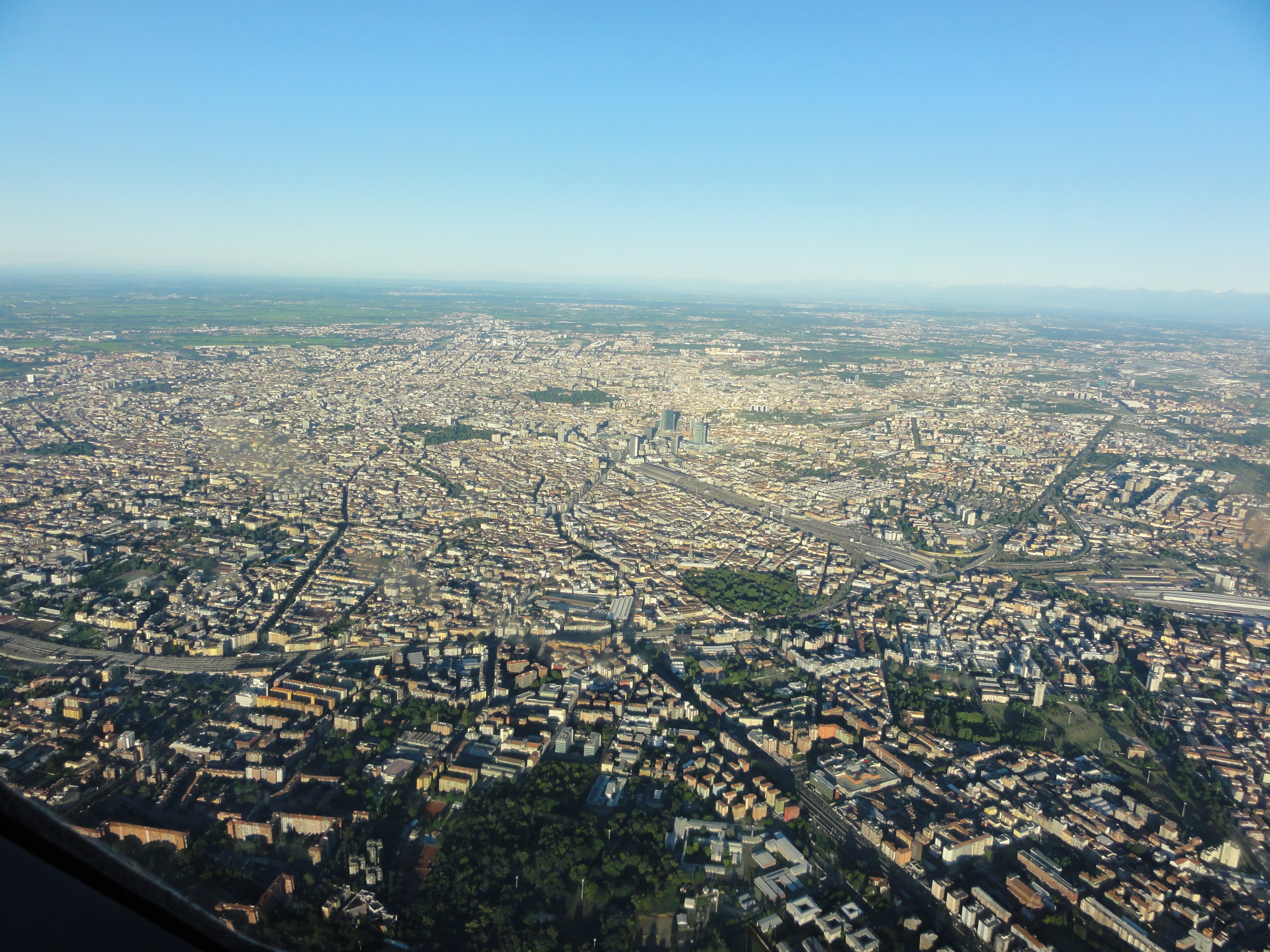
La Grande Milano.

El territorio de la ciudad metropolitana de Milán se encuentra en la parte de la llanura Padana comprendida entre los ríos Tesino y Adda.